# Lepidiota impressifrons
Lepidiota impressifrons är en skalbaggsart som beskrevs av Moser 1913. Lepidiota impressifrons ingår i släktet Lepidiota och familjen Melolonthidae. Inga underarter finns listade i Catalogue of Life.